# De bons présages
Pour les articles homonymes, voir Good Omens.
De bons présages (titre original : Good Omens, ou Good Omens: The Nice and Accurate Prophecies of Agnes Nutter, Witch) est un roman de fantasy écrit par Terry Pratchett et Neil Gaiman, et paru en 1990.
Ce roman humoristique peut ainsi être considéré comme une parodie du film La Malédiction (The Omen en version originale), écrit par David Seltzer en 1976 et d'autres livres et films du même genre. Ce roman raconte la naissance du fils de Satan  et les tentatives d'un ange, Aziraphale, et d'un démon, Rampa (Crowley dans la version originale) afin d'empêcher l'arrivée de la Fin des temps. En effet, les deux êtres surnaturels ont pris goût à leurs situations confortables sur Terre.
Une intrigue secondaire concerne le rassemblement des quatre Cavaliers de l'Apocalypse – Guerre, Famine, Pollution (Pestilence ayant pris sa retraite en 1936 après la découverte de la pénicilline), et Mort – ce dernier étant caractérisé de la même manière que la personnification de la Mort dans la série du Disque-monde de Pratchett.

## Résumé
C'est l'arrivée de la fin des temps ; l'Apocalypse est proche, et le jugement dernier s'abattra bientôt sur les humains. Ce n'est pas une très bonne nouvelle pour l'ange Aziraphale (qui était l'ange du jardin d'Eden) et le démon Rampa (qui était le serpent qui poussa Ève à la tentation), respectivement représentants de Dieu et de Satan sur Terre, habitués à leur vie douillette et confortable et ayant fini par apprécier l'humanité. Ainsi, puisqu'ils sont amis (bien qu'ils soient censés être opposés), ils décident de travailler ensemble et gardent un œil sur l'Antéchrist, né Abbadon Dowling et fils d'un important diplomate américain en Grande-Bretagne, et s'assurent ainsi qu'il grandisse de telle façon qu'il ne puisse jamais simplement décider entre le Bien et le Mal, retardant donc la fin du monde.
Cependant, l'enfant que tout le monde pense être l'Antéchrist est en fait un garçon de onze ans tout à fait ordinaire. En effet, après un échange à la naissance par les nonnes d'un culte religieux, le vrai Antéchrist est en fait Adam Young, un garçon charismatique et un peu détaché du monde réel vivant à Lower Tadfield dans l'Oxfordshire. Bien qu'étant le signe avant-coureur de l'Apocalypse, il a jusque-là vécu une vie parfaitement normale, fils d'Anglais typiques, et n'a ainsi aucune idée de ses véritables pouvoirs. Avec ses trois meilleurs amis, Pepper, Wensleydale et Brian, il a créé une sorte de club et les adultes font référence à eux en les appelant « Les Eux ».
Pendant qu'Adam utilise ses pouvoirs sans s'en rendre compte et recrée autour de lui le monde de la série littéraire William de Richmal Crompton (parce qu'il pense que c'est ce à quoi devrait ressembler la vie d'un enfant britannique), beaucoup le cherchent. Les quatre cavaliers de l'Apocalypse (désormais motards) se rassemblent et les prophéties incroyablement justes (mais tellement précises qu'elles sont inutiles) d'Agnès Barge, prophétesse du XVIIe siècle, se réalisent.
Agnès Barge était une sorcière vivant au XVIIe siècle et la seule et unique prophétesse ayant jamais vécu. Elle écrivit un livre intitulé Les Belles et Bonnes Prophéties d'Agnès Barge et collectant différentes prophéties. Ce livre se vendit peu du fait du caractère non spectaculaire de son contenu. Mais Agnès Barge ne l'avait fait publier que pour en obtenir un exemplaire gratuit. Cette copie a été léguée de descendant en descendant et appartient désormais à Anathème Bidule. Agnès fut brûlée sur un bûcher ; cependant, comme elle avait prévu cette fin, elle avait emballé 80 livres de poudre à canon et 40 livres de clous à toiture dans ses jupons, toutes les personnes assistant à sa mise à mort furent tuées.
Finalement, Anathème Bidule s'associe avec Newton Pulsifer, le descendant de l'homme responsable de la mise à mort d'Agnès Barge, qui a rejoint par dépit un ordre militaire déchu voué à traquer les sorcières, pour utiliser les prophéties et trouver l'Antéchrist. Malgré les nombreuses embûches, tous les personnages parviennent à rejoindre Lower Tadfield alors qu'Adam réalise la portée de ses pouvoirs et que les quatre cavaliers s'apprêtent à lancer l’Apocalypse. Mais au dernier moment, Adam renonce, satisfait de sa condition d'humain et de la vie sur Terre telle qu'elle est. Guerre, Famine et Pollution sont vaincus et, alors que Satan est sur le point d'apparaître, Adam intervient et c'est finalement son vrai père, Mr Young, qui arrive au volant de sa voiture. Adam et ses amis en profitent pour s'éloigner en vélo. Aziraphale et Rampa restent sur Terre, se demandant si ce choix avait été prévu par Dieu quand il a créé l'humanité. Newton et Anathème reçoivent un second volume des prophéties d'Agnès Barge mais Newton convainc Anathème de ne pas l'ouvrir. Adam reste à Lower Tadfield, profitant de ses pouvoirs et de la vie avec son chien Toutou, un chien des Enfers qu'il a domestiqué.

## Écriture
Neil Gaiman et Terry Pratchett se connaissent depuis 1985 et c'était leur idée - et pas celle de leur éditeur - d'écrire un roman en collaboration.

« Nous habitions tous les deux en Angleterre au moment où le livre a été écrit.  Je dirais qu'en gros,  même si ni l'un ni l'autre n'avons vraiment compté, Terry a probablement écrit un premier jet d'environ 60 000 mots et moi de 45 000 mots pour De bons présages, Terry s'occupant plutôt de l'intrigue d'Adam et des Eux, et moi plutôt des trucs qui étaient en quelque sorte tangentiels à l'histoire. Ça n'a pas tenu très longtemps et finalement nous avons échangé les rôles ce qui fait qu'en fin de compte, nous avons tous les deux participé à l'écriture de tous les personnages. Nous avions également pris l'habitude de réécrire et d'annoter le texte de l'autre au fur et à mesure, et nous avons travaillé dur pour passer du premier jet au deuxième (ce qui fait un nombre de mots assez conséquent). En fin de compte, aucun de nous deux ne sait plus exactement qui a écrit quoi. L'intrigue s'est vraiment formée pendant des longues conversations téléphoniques quotidiennes, et nous nous échangions des disquettes (et ceci se passait en 1988 quand les disquettes étaient assez flexibles). »

— Traduction du Blog de Neil Gaiman,
Terry Pratchett a déclaré :

« Je pense que c'est un compte rendu honnête du processus d'écriture de De bons présages. C'était assez facile de tenir les comptes grâce à la façon dont on s'envoyait des disquettes, et puisque j'étais le Gardien de la Copie Maître, je peux dire que j'ai écrit un peu plus des deux tiers de De bons présages. Cependant, nous nous téléphonions au moins une fois par jour. Si vous avez une idée pendant une séance de brainstorming avec quelqu'un d'autre, de qui est ce l'idée? L'un de nous va écrire 2000 mots après trente minutes au téléphone, qu'est ce qui se passe exactement ? J'ai écrit davantage parce que :
1. Je le devais. Neil devait continuer Sandman - Je pouvais laisser le Disque Monde de côté.
2. Un de nous deux devait être l'éditeur général, pour faire toutes les coutures, les coupures, et pour remplir les trous. Comme je l'ai déjà dit, nous étions d'accord que c'était mon rôle. Si ça avait été une bande dessinée, ç'aurait été le rôle de Neil, pour les mêmes raisons que c'était le mien pour un roman.
3. Je suis un salaud égoïste et j'essayais d'écrire en avance pour avoir les bons morceaux avant Neil.

Au début, j'ai fait plus d'Adam et les Eux, et Neil la plus grande partie des quatre cavaliers, et tout le reste par qui que ce soit. Vers la fin, de grosses portions étaient écrites par une créature composite appelée Terryetneil, qu'importe quelle personne tapait au clavier. Après un accord, je peux dire qu'Agnès Barge, sa vie et sa mort, était complètement et totalement mienne. Et Neil assume fièrement la responsabilité des asticots. Neil avait une grande influence sur les premiers chapitres et moi sur les derniers. Finalement, c'est un livre fait par deux gars, qui se sont partagé l'argent équitablement, pour s'amuser, et qui ne le referaient jamais pour rien au monde »

— Traduction d'une interview,

## Les personnages

### Les quatre cavaliers de l'Apocalypse
Les quatre cavaliers de l'apocalypse sont appelés à mener le « déroulement des opérations » pendant l'apocalypse, sous la direction supposée de l'antéchrist. Le symbolisme biblique est ici repris assez fidèlement :
- « Pollution » remplace « Pestilence » depuis que celui-ci a pris sa retraite (en marmonnant quelque chose au sujet de la pénicilline) et hérite de ses attributs, notamment le blanc et la couronne.
- « Guerre » reprend le rouge qui lui est associé ; les deux noms cités, Scarlet et Carmine, évoquent tous deux cette couleur. Elle est munie d'une épée.
- « Famine » hérite du noir, et son nom, Raven Sable, le reflète : Raven signifie corbeau en anglais, et le sable est la désignation héraldique de la couleur noire. Lors du déclenchement de l'apocalypse, il est appelé par une balance.
- La « Mort » est à part. On remarquera que Pratchett a ici repris son habitude, prise dans les Annales du Disque-Monde, de faire parler la Mort en capitales, même si ce n'est pas toujours le cas dans l'édition française de De bons présages. Et, tout comme dans les Annales du Disque Monde, la Mort est de sexe masculin.

## Adaptations d'autres médias
Un premier projet d'adaptation du roman au cinéma, porté par le réalisateur Terry Gilliam, qui devait réunir à l'écran Johnny Depp et Robin Williams a avorté, faute de financement.
Début février 2011, Terry Pratchett a annoncé qu'une adaptation sous forme de mini-série télévisée en 4 épisodes devrait voir le jour, sous la direction d'un autre ancien Monty Python, Terry Jones et de Gavin Scott, scénariste entre autres de Small Soldiers.
Cependant, en avril 2012, Terry Gilliam annonce qu'il veut relancer son projet d'adaptation cinématographique. Le sort de la possible adaptation télévisuelle reste indéfini.
En avril 2016, Neil Gaiman annonce qu'il écrivait une adaptation pour une mini-série télévisée en 6 épisodes nommée Good Omens afin de respecter une demande posthume de Terry Pratchett. La série est financée par Amazon et diffusée sur la BBC et Prime Video en juin 2019. En août 2017, David Tennant et Michael Sheen ont été annoncés comme interprètes des rôles principaux (respectivement Rampa et Aziraphale).